# 辛賜卿
辛賜卿（1927年－ ），籍貫：廣東省順德縣，活躍於20世紀40年代末期至50年代初期的香港電影女明星 及粵曲伶人，擅長唱「小明星腔」，得小明星八成唱功，猶如小明星真人復生。她是李少芳的徒弟。
20歲的辛賜卿，居住在香港島中環皇后大道中139號三樓，在1947年6月19日(星期四)搭乘九廣鐵路早車從中華民國廣東省省會廣州市到香港，被香港海關稽查員搜出18封信件，控告她違反香港郵政局的專營條例，要她以港幣60元保釋候審。1947年6月20日(星期五)上午在九龍「賴司堂」（法庭）判罰款港幣48元。辛賜卿對記者解釋，她到廣州市兩天，「廣州市歌伶協會」受托給張月兒、小燕飛、梁瑛及冼劍麗等粵曲伶人通知信。
「西環街坊會」在 1951年6月14日 （星期四）為籌募福利善款，在在香港島灣仔修頓球場 舉行「小型球賽」，辛賜卿、白梨與她的胞妹陳露華，聯同香港小姐吳丹鳳、孔雀 (演員)、梅珍、梁素梅及冼劍麗剪綵。
辛賜卿在1952年2月14日(星期四)與梁瑛、陳彩蘭及陳翠屏出席新界元朗南邊圍，每年一度的「農曆土地神誕暨春節聯歡會」，參予播唱粵曲助慶。

## 辛賜卿的電影
1. 《百鳥朝凰》（1947年7月9日公映），辛賜卿飾演軍官；
2. 《真假新郎》（1948年3月17日公映）；
3. 《十艷戀檀郎》（1948年2月26日公映）；
4. 《夢斷殘宵》（1949年6月23日公映），辛賜卿飾演菊部紅伶；
5. 《小明星傳》（1952年4月22日公映），辛賜卿飾演歌伶；
6. 《紅粉飄零未了情》（1955年2月17日公映），辛賜卿飾演歌伶。

## 外部連結
- 香港電影資料館：辛賜卿參演電影記錄[永久]